# ماثيو دبليو. وود
ماثيو دبليو. وود هو سياسي كندي، ولد في 2 مارس 1879، وتوفي في 10 مايو 1969.